# 대한민국 민법 제300조
대한민국 민법 제300조는 공작물의 공동사용에 대한 민법 물권법 조문이다.

## 조문
제300조(공작물의 공동사용) ① 승역지의 소유자는 지역권의 행사를 방해하지 아니하는 범위내에서 지역권자가 지역권의 행사를 위하여 승역지에 설치한 공작물을 사용할 수 있다.
②전항의 경우에 승역지의 소유자는 수익정도의 비율로 공작물의 설치, 보존의 비용을 분담하여야 한다.

第300條(工作物의 共同使用) ① 承役地의 所有者는 地役權의 行使를 妨害하지 아니하는 範圍內에서 地役權者가 地役權의 行使를 爲하여 承役地에 設置한 工作物을 使用할 수 있다.
②前項의 境遇에 承役地의 所有者는 受益程度의 比率로 工作物의 設置, 保存의 費用을 分擔하여야 한다.

## 참고 문헌
- 오현수, 일본민법, 진원사, 2014. ISBN 978-89-6346-345-2
- 오세경, 대법전, 법전출판사, 2014 ISBN 978-89-262-1027-7
- 이준현 , LOGOS 민법 조문판례집, 미래가치, 2015. ISBN 979-1-155-02086-9

## 같이 보기
- 용익물권
- 지역권
- 공작물